# Lara Fabian
Lara Fabian, właściwie Lara Crokaert (ur. 9 stycznia 1970 w Etterbeek) – belgijsko-kanadyjska piosenkarka, śpiewająca przede wszystkim w języku francuskim, jak również włoskim, hiszpańskim, angielskim, rosyjskim i innych. Jej karierę muzyczną często porównuje się do Celine Dion, posiada silny głos o skali pięciu oktaw.
W 1988 roku reprezentowała Luksemburg z piosenką „Croire” w 33. Konkursie Piosenki Eurowizji, zajmując czwarte miejsce w finale.
Od 2009 roku na swoim koncie ma sprzedanych ponad 13 milionów płyt.
Do 2000 roku związana z Patrickiem Fiori, który porzucił ją dla aktorki Julie Zenatti, z którą grał w przedstawieniu Notre-Dame de Paris.

## Dyskografia
- Lara Fabian (1991)
- Carpe diem (1994)
- Pure (1997)
- Lara Fabian Live (1999)
- Lara Fabian (2000) – anglojęzyczna wersja debiutanckiego albumu
- Nue (2001)
- Live (2002)
- En toute intimité (2003)
- A Wonderful Life (2004)[3]
- 9 (2005)[4]
- Un regard 9 Live (2006)
- Toutes les femmes en moi (2009)
- Every Woman in Me (2009)
- Mademoiselle Zhivago (2010)
- Le Secret (2013)
- Ma vie dans la tienne (2015)[5]
- Camouflage (2017)
- Papillon (2019)
- Lockdowna sessions (2020)
- Je suis là (2024)

## Film
- piosenka For Always w filmie A.I. Sztuczna inteligencja (2001)
- piosenka The Dream Within w filmie Final Fantasy – The Spirits Within